# Ульцигероде
Ульцигероде (нем. Ulzigerode) — деревня в Германии, в земле Саксония-Анхальт, входит в район Мансфельд-Зюдгарц в составе городского округа Арнштайн.
Население составляет 202 человек (на 31 декабря 2008 года). Занимает площадь 5,29 км².

## История
Первое упоминание о поселении встречается в документах Карла V в XVI веке.
1 января 2010 года, после проведённых реформ, город Зандерслебен, а также коммуны: Альтероде, Бройнроде, Вельбслебен, Грайфенхаген, Зильда, Квенштедт, Ульцигероде, Харкероде, Штангероде — были объединены в городской округ Арнштайн, и стали его районами, а управление Виппер-Айне было упразднено.

## Галерея

Ульцигероде на карте городского округа
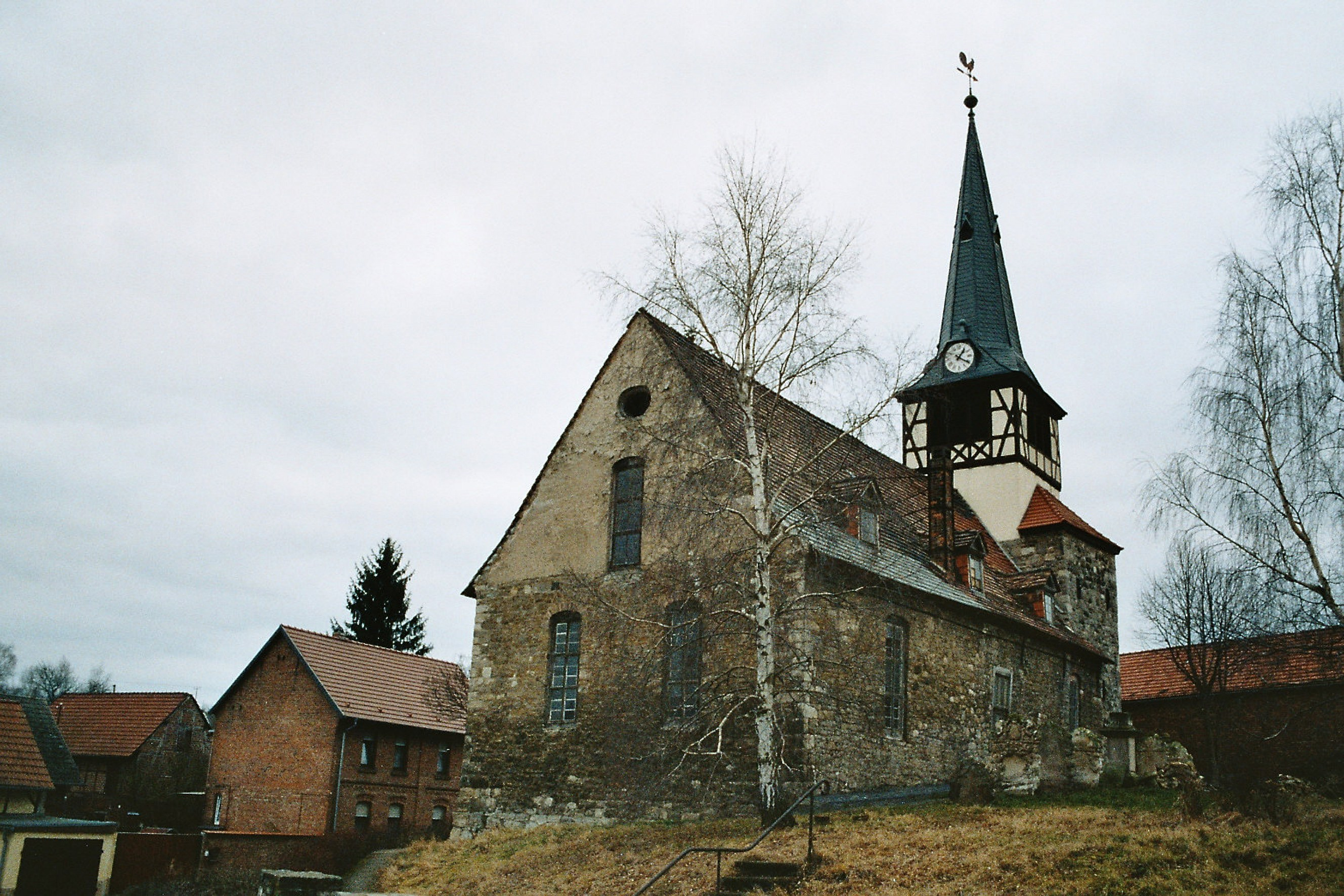
Церковь в Ульцигероде
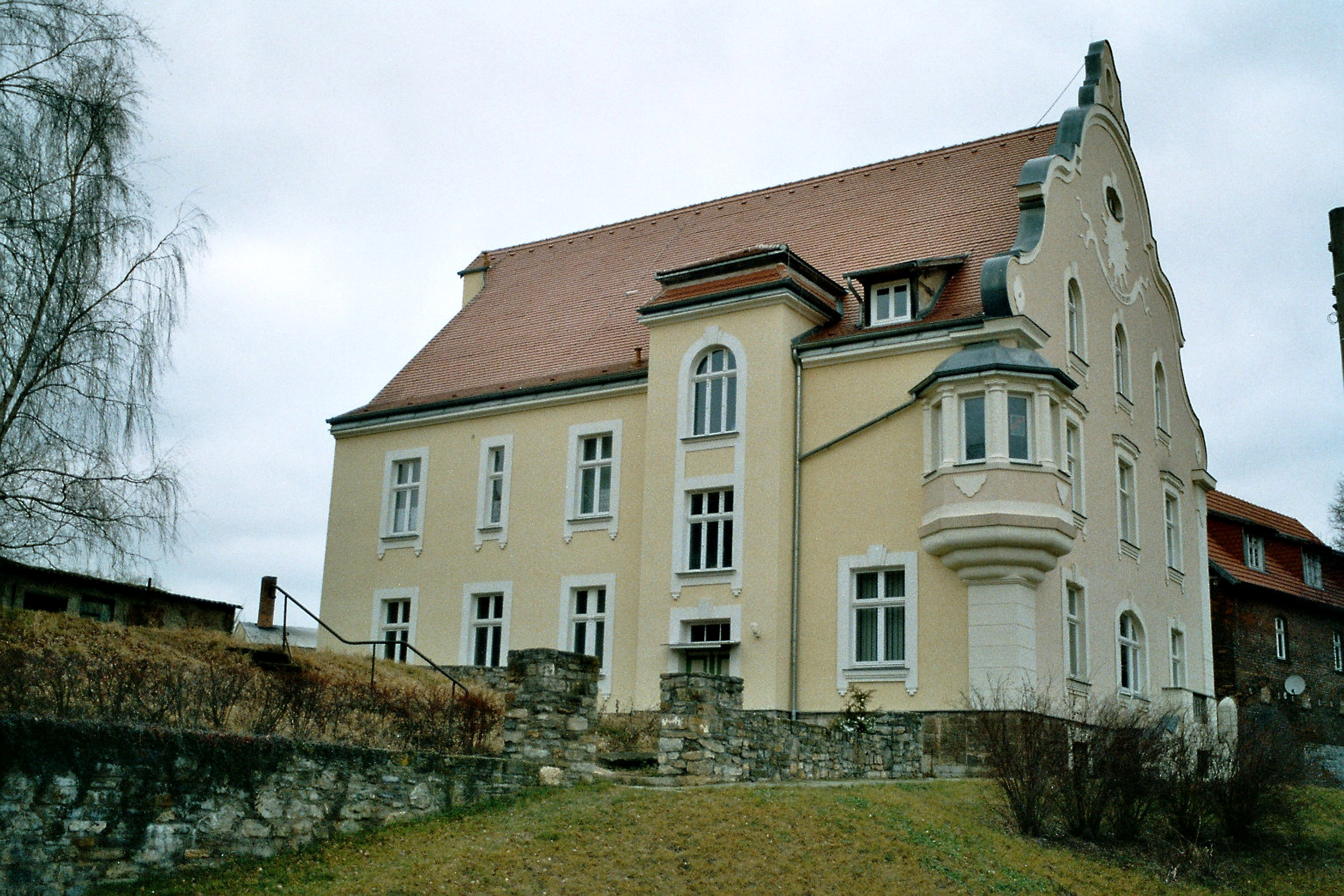
Здание мэрии
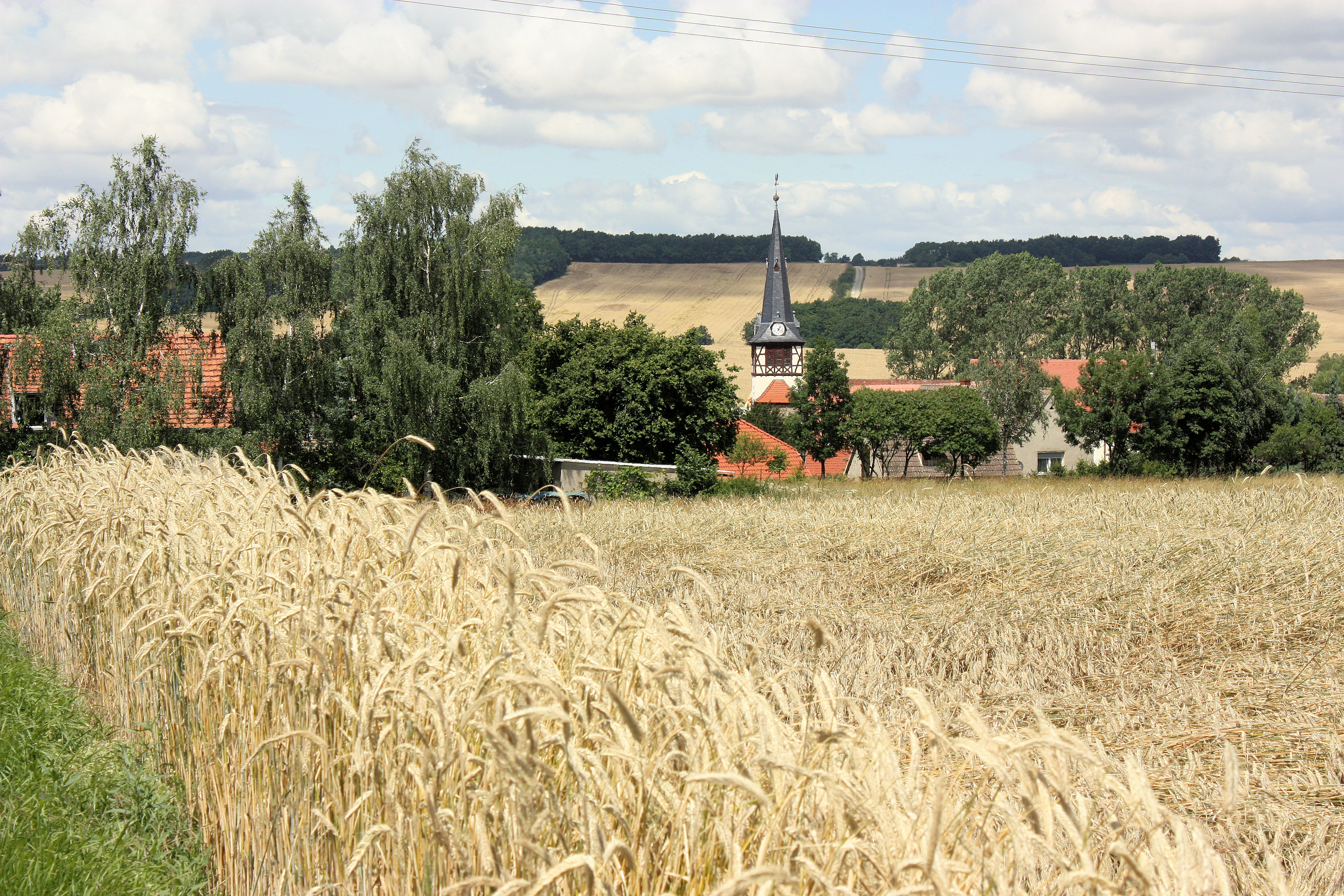
Вид на Ульцигероде из поля